# Centre d'information et d'analyse sur la sécurité des munitions de l'OTAN
Le Centre d'information et d'analyse sur la sécurité des munitions de l'OTAN (CIASM, ou en anglais, MSIAC : Munitions Safety Information Analysis Center) est un projet de l’OTAN directement financé par ses pays membres, dont certains ne sont pas membres de l’Alliance. Actuellement, 16 nations sont membres: l’Australie, la Belgique, le Canada, le Danemark, la Finlande, la France, l’Allemagne, l’Italie, les Pays-Bas, la Norvège, l’Espagne, la Pologne, la Suède, la Suisse, le Royaume-Uni et les États-Unis d’Amérique.

## Services
Le Centre d'information et d'analyse sur la sécurité des munitions de l'OTAN (MSIAC) offre des services de conseil technique dans le domaine de la sécurité des munitions à ses nations membres.
Sa mission est d’aider les nations membres à :
« Éliminer les risques liés aux réactions non intentionnelles des munitions et matériaux énergétiques tout au long de leur cycle de vie ».
Pour atteindre cet objectif, un Technical Specialist Officer (TSO) est désigné pour chaque domaine d’expertise :
- Les matériaux énergétiques – les explosifs brisants, les poudres pour armes, les propergols pour armes à feu, propergols pour fusées et pyrotechniques ; conseils sur la synthèse, formulation et caractérisation;
- Technologies des charges militaires – Conception, production, essais, effets terminaux, systèmes de fusée, et technologies associées;
- Technologie de propulsion – conception, production, essais, systèmes d’allumage, et sécurité durant le cycle de vie des systèmes de propulsion des munitions;
- Systèmes de munitions – évaluation de la sécurité et de l’aptitude au service (S3), essais et gestion des risques des systèmes de munitions;
- Sécurité du transport et du stockage des munitions (logistique) – réglementation et principes de sécurité applicables au stockage, transport, analyse des risques et classement en division de risque;
- Technologie des matériaux – interaction et compatibilité entre les structures et les matériaux énergétique, traitement, propriétés et performance des matériaux appliqués aux systèmes de munitions;
- Effets de l’environnement électromagnétique (E3) sur les munitions – expertise sur les effets de l’environnement électromagnétique sur la sécurité des munitions.

Dans ces domaines, le MSIAC remplit les fonctions suivantes : 
- Réponse aux questions techniques posées par du personnel des nations membres[2] ;
- Développement et maintien d’outils et logiciels pour soutenir les activités de sécurité des munitions durant leur cycle de vie[3] ;
- Visites auprès des nations membres pour recueillir leurs besoins et préoccupations en matière de sécurité des munitions ;
- Participation à des conférences internationales sur la sécurité des munitions ;
- Organisation de réunions techniques et d’ateliers rassemblant la communauté de la sécurité des munitions autour de sujets d’intérêt commun ;
- Parrainage de formations sur divers sujets liés à la sécurité des munitions[4] ;
- Recherches approfondies sur des thèmes critiques liés à la sécurité des munitions, avec publication de rapports à diffusion publique ou limitée[5] ;
- Gestion d’une vaste base de données de publications et normes liées à la sécurité des munitions, accessibles à ses membres.

## Historique

### Projet pilote: Centre d'information de l’OTAN sur les munitions insensibles
(en anglais, Nato Insensitive Munition Information Center ou Pilot-NIMIC)
Le 26 mai 1988, sur la base d’un mémorandum d’entente, la France, les Pays-Bas, la Norvège, le Royaume-Uni et les États-Unis ont décidé de créer le projet Pilot-NIMIC (Centre d'information de l’OTAN sur les munitions à risque atténué (MURAT), en anglais, NIMIC = NATO Insensitive Munitions Information Center).

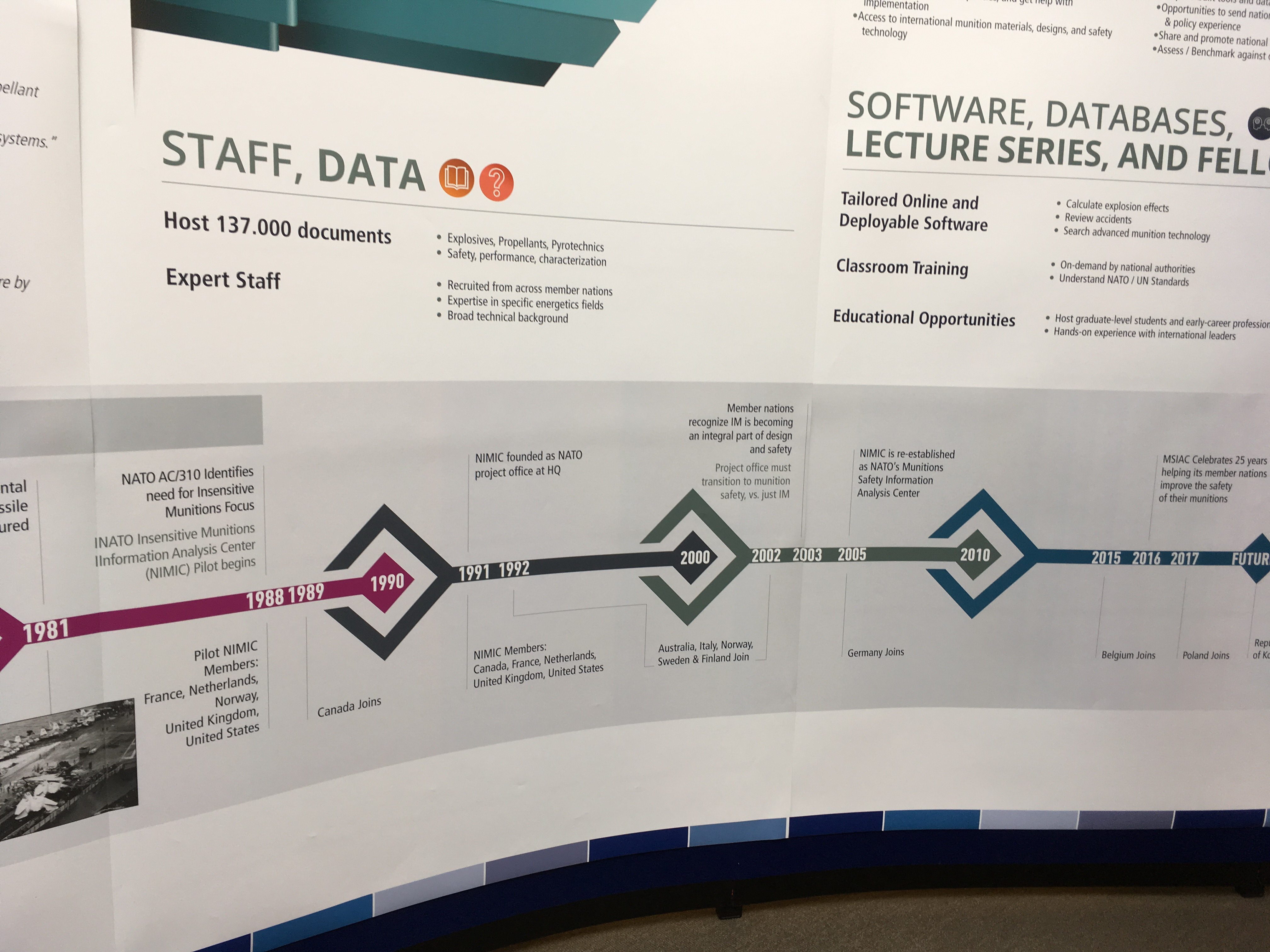
Historique

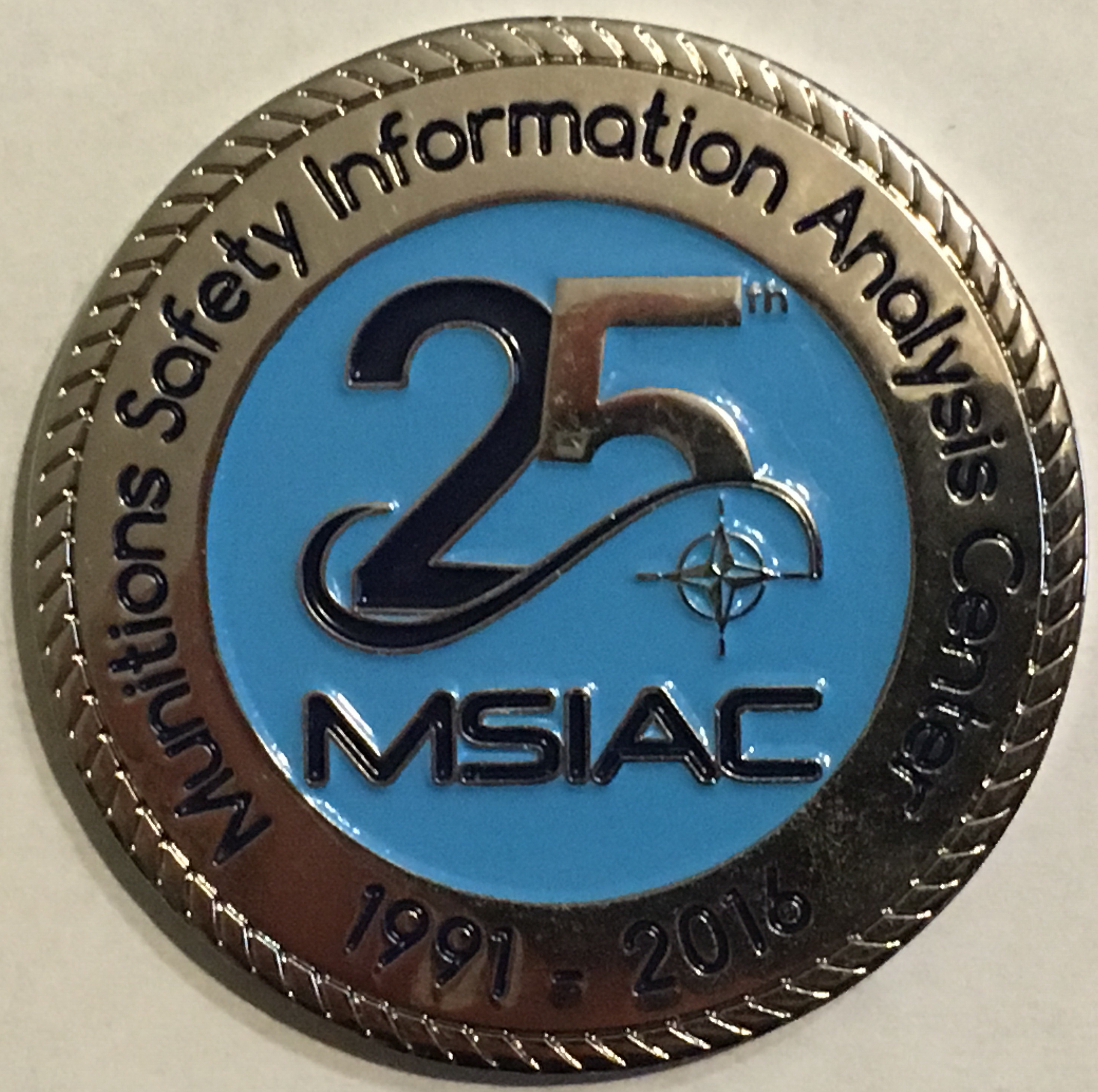

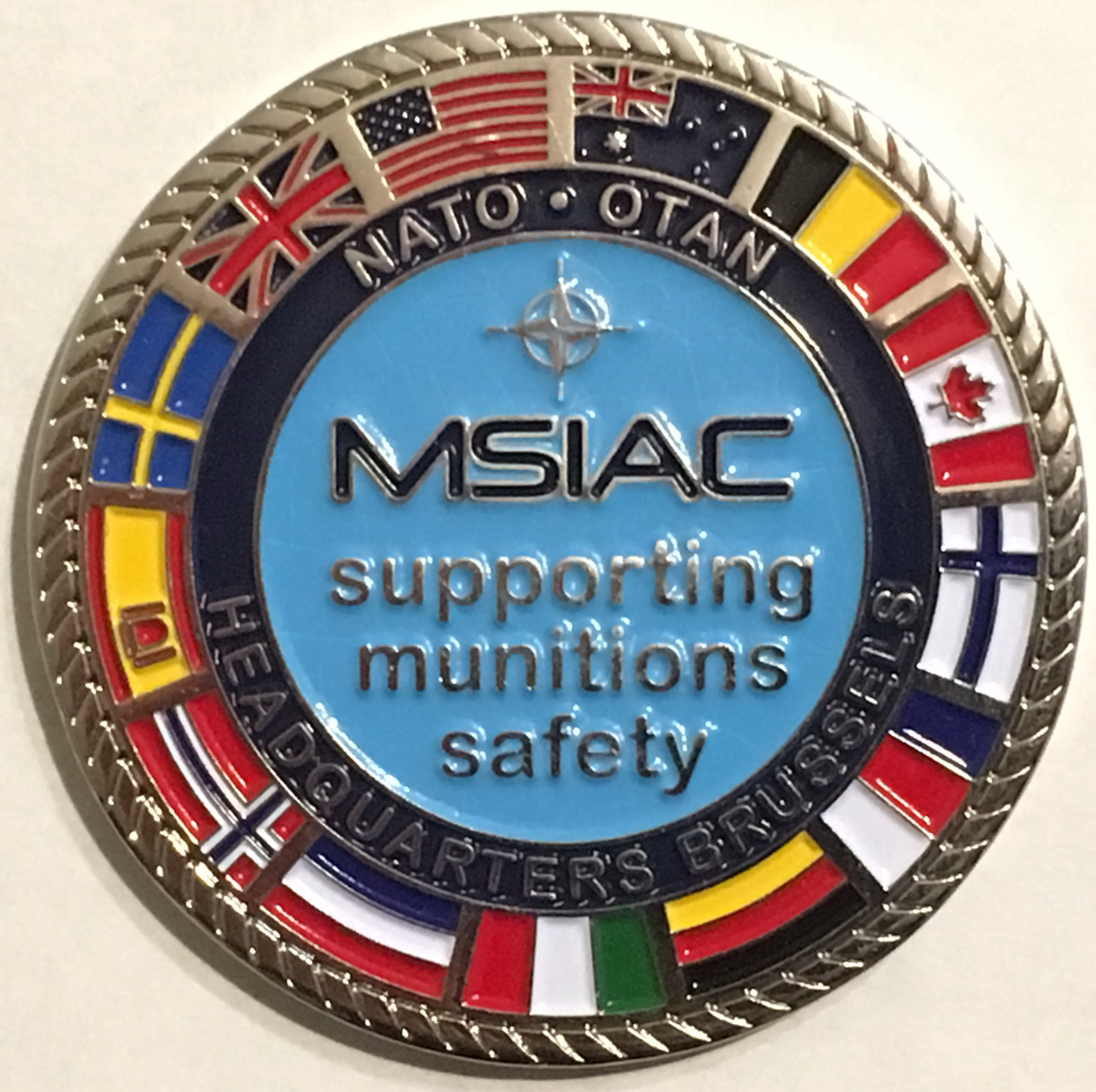

Cette organisation avait pour but d’aider les programmes nationaux et internationaux de développement de munitions à risque atténué (MURAT). L’idée du NIMIC est née au cours d’un atelier du groupe OTAN AC/310 “Atelier d’échange d’informations sur les munitions à risque atténué” en 1986 et a été activement soutenue par le président de l’AC/310, l'IGA Michel Thévenin et le représentant des États-Unis au sein de ce groupe, le Dr R. Derr. Dans le but d’aider les développements de munitions à risque atténué au sein des pays de l’OTAN, l’ancien groupe de l’OTAN AC/310 (groupe travaillant sur la sécurité et l’aptitude au service des munitions et des matières explosives) a largement soutenu la création de ce projet pilote.
Le bureau du projet pilote NIMIC était situé au sein du Laboratoire de physique appliquée (Applied Physics Laboratory) (APL) dépendant de l'université Johns-Hopkins (Johns Hopkins University), situé à Laurel, dans l'État du Maryland, aux États-Unis d'Amérique. L'équipe initiale était composée d'un directeur de projet et de 5 experts techniques, soit une structure relativement similaire à celle du MSIAC aujourd’hui (voir ci-dessous). Fin 1989, soit peu de temps après la création du projet, le Canada a rejoint l’organisation.

### Installation à Bruxelles et élargissement du NIMIC
Après deux années de fonctionnement, le projet s’est installé au siège de l’OTAN à Bruxelles et est officiellement devenu le NIMIC le 1er mai 1991. D’autres pays rejoignent le projet peu après : l’Espagne et l’Australie en 1994, le Portugal et l’Italie en 1995 (le Portugal s’est retiré en 1998), le Danemark en 1999 (parti en 2004), la Suède et la Finlande en 2002.

### Regroupement de l’AC/258 et de l’AC/310 et transition vers le MSIAC
En mai 2003 la Conférence des directeurs nationaux de l'armement (CDNA) Groupe sur la sécurité des munitions (AC/326) (connu sous le nom de CASG pour CNAD Ammunition Safety Group) est né de la fusion de 2 groupes, l’AC/258, groupe d’expertise sur la sécurité au stockage et transport des munitions et des matières explosives, et l’AC/310, groupe chargé de la sécurité et de l’aptitude au service des munitions et des matières explosives.
Avec ce périmètre élargi, le NIMIC voit son mandat étendu et deviens alors le Centre d'information et d'analyse sur la sécurité des munitions (MSIAC), sous forme d’une phase pilote dès le printemps 2003. Fin 2004, la transition est pleinement terminée, et le MSIAC devient pleinement opérationnel le 15 décembre 2004.

### La croissance continue
L’Allemagne rejoint le projet en 2005, suivie de la Belgique en 2015, de la Pologne en 2017, de la Suisse en 2022, et du Danemark à nouveau en 2025. Le MSIAC continue de s’agrandir, d’étendre son influence et son réseau, tout en renforçant la sécurité des munitions pour ses membres.

## Organisation
Le bureau du projet MSIAC comprend un comité directeur, des officiers de liaison nationaux (National Focal Point Officers, NFPO) et le centre technique (MSIAC lui-même).
Le Comité directeur comprend un représentant votant par nation membre et un président élu. Il met en œuvre le protocole d’accord fondateur et définit la politique du MSIAC. Le chef de projet supervise l’exécution quotidienne de cette politique.

## Liste des représentants officiels
| # | Nom                    | Pays      | Période   |
| - | ---------------------- | --------- | --------- |
| 1 | Dr Ron Derr            | USA       | 1991–1998 |
| 2 | Anthony Melita         | USA       | 1998–2005 |
| 3 | Cpt RAN Jacqui King    | Australie | 2005–2008 |
| 4 | Dr Jerry Ward          | USA       | 2009–2011 |
| 5 | Gp Cpt Wade Evans, OBE | Australie | 2011–2014 |
| 6 | Lt. Col. Tony Heron    | Canada    | 2014-2016 |
| 7 | Dr Brian Fuchs         | USA       | 2016–2024 |
| 8 | Daniel Pudlak          | USA       | 2024–     |

| #  | Nom                  | Pays   | Période   |
| -- | -------------------- | ------ | --------- |
| 1  | Henry F. Hege        | USA    | 1989      |
| 2  | George M. Starken    | USA    | 1989      |
| 3  | Edward Daugherty     | USA    | 1990–1991 |
| 4  | IGA Marc Défourneaux | France | 1992–1995 |
| 5  | IGA Michel Thévenin  | France | 1995–1998 |
| 6  | Dr Peter Lee         | UK     | 1998–2002 |
| 7  | ICA Patrick Touzé    | France | 2002–2010 |
| 8  | Roger L. Swanson     | USA    | 2010–2013 |
| 9  | Dr Michael Sharp     | UK     | 2013–2019 |
| 10 | Charles Denham       | USA    | 2019–2024 |
| 11 | Christopher Hollands | UK     | 2024–     |